# Junio Valerio Borghese
Pour les articles homonymes, voir Prince noir.
Junio Valerio Borghese, né le 6 juin 1906 à Rome, et mort le 26 août 1974 à Cadix, est un aristocrate italien de la famille Borghese. Sous-marinier et officier émérite pendant la Seconde Guerre mondiale, il a été un partisan convaincu du régime fasciste. Après la guerre, il compte parmi les personnalités emblématiques de l'extrême droite italienne, ce qui lui vaut le surnom de « Prince noir ».

## Biographie
Junio Valerio Borghese est le troisième fils de Livio Borghese, 11e prince de Sulmona et chef de la famille Borghese. En tant que cadet, il ne porte pas le titre de prince, mais celui de « noble romain », « patricien » de Naples, de Venise et de Gênes.
Après une éducation à Londres, il entre à l'Académie navale italienne de Livourne à 17 ans. Il choisit la spécialité de scaphandrier et sert dans la Marine royale. Il s'intéresse aux nageurs de combat.
Le 3 septembre 1931, à Florence, il épouse la comtesse russe Daria Vassilievna Olsoufieva (1909-1963), écrivaine, avec qui il a quatre enfants (Elena, Paolo, Livio et Andrea).
En 1933, il commande un sous-marin et participe, en 1935, à l'invasion de l'Éthiopie. En 1937, il participe à la guerre d'Espagne pendant laquelle il commande le sous-marin Iride. Deux marins de son équipage trouvent la mort pendant une attaque en plongée par le HMS Havock.

### La Seconde Guerre mondiale

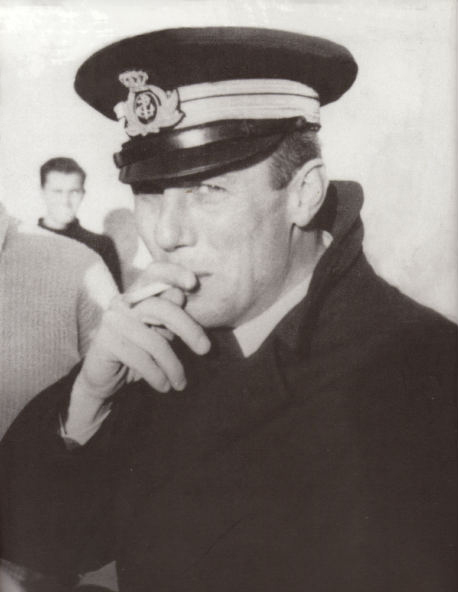
Junio Valerio Borghese en 1942.

Lors de la Seconde Guerre mondiale, il est promu Capitano di corvetta (capitaine de corvette). En 1940, il commande le sous-marin Scirè, spécialement conçu pour transporter les torpilles pilotées de la marine, appelées « miaile ». Son sous-marin est intégré à la 1re Flottiglia MAS.
Il s'illustre notamment en mars 1941 en coulant à l'aide de bateaux d'assaut chargés d'explosif (« barchini ») le croiseur York, en décembre 1941, lors de l'assaut sur les cuirassés britanniques à Alexandrie, mais surtout lors de quatre attaques contre le port de Gibraltar, dans lesquelles plusieurs navires anglais sont coulés.

#### LaX-MAS
Le 1er mai 1943, il reçoit le commandement d'une nouvelle unité de nageurs de combat, la Decima MAS, un corps d'élite de 4 000 hommes. Après la chute de Benito Mussolini, il continue le combat aux côtés des Allemands dans la Marina Nazionale Repubblicana. De nombreux volontaires de l'ancienne armée royale s'engagent dans la Decima MAS, qui compte près de 25 000 hommes en 1944. Borghese la réorganise en nouvelles unités (infanterie de marine, nageurs parachutistes, alpines...). Inquiets du développement de cette armée, les autorités de la République sociale italienne (RSI) font arrêter Borghese, mais celui-ci est rapidement libéré sous la pression des Allemands. Le corps de la X-MAS participe aussi à la traque des partisans communistes en Italie du Nord.
Il est capturé par des résistants communistes à la fin de la guerre. Il échappe à une pendaison sommaire grâce au proconsul américain Ellery Stone qui le fait transférer à Rome. Il y est condamné à la prison à perpétuité, emprisonné dans la prison de Terra Murata sur l'île de Procida puis libéré en 1949.

### Après la Seconde Guerre mondiale
En 1951, il entre au Mouvement Social Italien et en assume la présidence jusqu'en 1953. En 1953, il rédige la préface de l'ouvrage Les Hommes au milieu des ruines du philosophe Julius Evola. Le 24 mai 1953, à Rome, la police empêche Borghese de tenir un meeting du MSI.
Le 7 juin 1968, il lance un appel aux Italiens pour l'unité contre la « vague subversive qui investit l'Europe ». Le 13 septembre 1968, il fonde une organisation extraparlementaire, le Fronte Nazionale. Selon le journaliste français Frédéric Laurent, ce mouvement se serait financé par un trafic d'armes.
Réfugié en Espagne, Borghese meurt à Cadix, le 27 août 1974.

## Le coup d'État avorté de décembre 1970
On appelle Golpe Borghese une tentative mystérieuse de coup d'État qui aurait dû avoir lieu dans la nuit du 7 au 8 décembre 1970. Le nom de code de l'opération est Tora Tora. Le plan aurait prévu, dans sa phase finale, l'intervention des bâtiments de guerre de l'OTAN et des États-Unis en alerte en Méditerranée. Sous les ordres de Borghese, plusieurs centaines d'hommes se déploient dans le pays, pendant que des unités d'élite se rassemblent dans Rome. Un détachement emmené par le dirigeant d'Avanguardia Nazionale, Stefano delle Chiaie, occupe le Ministère de l'Intérieur. Une deuxième unité, commandée par Sandro Saccucci, officier parachutiste, aurait été chargée d'arrêter les fonctionnaires politiques. Un troisième groupe est stationné dans un gymnase de la Via Eleniana à Rome, prêt à intervenir. Un autre groupe, commandé par le général Casero, aurait été chargé du Ministère de la Défense. Aux abords des bâtiments de la radio et de la télévision est stationnée une unité commandée par le général Berti. Un dernier groupe, dirigé par le général Amos Spiazzi, aurait servi de force d'intervention en cas de résistance. Mais, peu avant une heure du matin, Borghese reçoit un énigmatique coup de téléphone, et tous les groupes quittent leurs lieux de stationnement et se dispersent.  

« Cinquante hommes sous le commandement de Stefano Della Chiaie s’emparèrent du ministère de l’Intérieur à Rome après y avoir été conduits de nuit par l’assistant du chef de la police politique Federico D’Amato. Mais l’opération fut abandonnée quand Borghese reçut un mystérieux coup de téléphone attribué par la suite au général Vito Miceli, le chef des services secrets militaires. Les conspirateurs ne furent pas arrêtés ; au lieu de cela, ils repartirent après avoir volé 180 mitrailleuses. La nouvelle de l’attaque resta secrète jusqu’à ce qu’un informateur ait filé un tuyau à la presse trois mois plus tard. À ce moment-là, les coupables s’étaient enfuis en Espagne. Bien que les meneurs fussent reconnus coupables en 1975, le verdict fut annulé en appel. Toutes les mitrailleuses sauf une avaient été restituées auparavant. »

 15 mandats d'arrêts sont lancés, dont un pour Borghese, qui a disparu.

## Dans la culture populaire

### Au cinéma
- Junio Valerio Borghese, parfois surnommé « le prince noir » par ses liens avec le fascisme, ou « le prince grenouille » par son commandement des nageurs de combat italiens, a été caricaturé dans le film satirique de Mario Monicelli, Nous voulons les colonels, qui relate sa tentative de coup d'État néo-fasciste dans l'Italie des années de plomb. Le député néo-fasciste incarné par Ugo Tognazzi est nommé Tritoni (triton), une allusion transparente à l'ancien « homme grenouille » que fut Borghese.
- Dans le film Piazza Fontana (italien : Romanzo di una strage) de Marco Tullio Giordana, sorti en 2012, son personnage est joué par Marco Zannoni.

### Roman
Le roman policier La Salamandre de l'écrivain catholique australien Morris West, auteur à succès qui fut également dans les années 1960 et 1970 correspondant de presse au Vatican pour nombre de journaux anglo-saxons, et fin connaisseur des arcanes politiques italiennes de l'époque, évoque un mystérieux complot néofasciste pour s'emparer du pouvoir en Italie. Les trames de ce complot ressemblent de façon frappante à ce qu'on connait de nos jours du Golpe Borghese, le complot avorté évoqué ci-dessus. En 1981 le réalisateur Peter Zinner crée le film La Salamandre, avec Franco Nero, Martin Balsam et Claudia Cardinale, inspiré de ce roman.

## Publication
- Les Hommes-Torpilles attaquent, Paris, Amiot et Dumont, collection Bibliothèque de la mer, 1953, traduit par René Jouan et Albert Vulliez, titre original : Decima flottiglia mas.
- Laurent Berrafato et Enzo Berrafato, Decima mas : L'unité mythique du prince Borghese, Memorabilia, 2021,  (ISBN 978-2377830497)